# شوگو اییکه
شوگو اییکه (انگلیسی: Shogo Iike؛ زادهٔ ۱۵ مارس ۱۹۸۸) بازیکن فوتبال اهل ژاپن است.